# Read It and Weep
Read It and Weep, ook bekend als How My Private, Personal Journal Became A Bestseller, is een Disney Channel Original Movie uit 2006 onder regie van Paul Hoen. De film is gebaseerd op een boek van schrijver Julia DeVillers.

## Verhaal
Het sociale leven van Jamie Bartlett is een ramp. Als ze haar dagboek per ongeluk inlevert voor een schoolproject, wordt het een succesroman. Toch lijkt haar leven er niet beter op te worden wanneer haar alter ego, Is, haar leven lijkt over te nemen.

## Rolverdeling
| Acteur                   | Personage                       |
| ------------------------ | ------------------------------- |
| Kay Panabaker            | Jamie Barlett                   |
| Danielle Panabaker       | Isabella, a.k.a. Is             |
| Alexandra Krosney        | Harmony                         |
| Jason Dolley             | Conner Kennedy                  |
| Chad Broskey             | Marco Vega a.k.a. Marco Vincent |
| Marquise Brown           | Lindsay                         |
| Allison Scagliotti-Smith | Sawyer Sullivan a.k.a. Myrna    |
| Nick Whitaker            | Lenny Bartlett                  |
| Tom Virtue               | Ralph Bartlett                  |

## Trivia
- Een dvd-uitgavevond plaats op 16 januari 2007.
- Julia DeVillers, de auteur van het boek, heeft een cameo in de film.
- Jamie heeft last van schizofrenie.
- Jordan Pruitt kreeg bijna de rol van Jamie. Toch was de studio zo blij met haar, dat ze haar de muziekvideo voor de film lieten maken.
- De extra's van de dvd bevatten een trailer van onder andere The Cheetah Girls 2 en Jump In!.